# Пржевуский, Александр Кириллович
Александр Кириллович Пржевуский (27 апреля 1939, Кострома — 2 августа 2014) — физик, лауреат премии имени Д. С. Рождественского (2013).

## Биография
Родился 27 апреля 1939 года в Костроме.
В 1961 году окончил физический факультет Ленинградского университета. С 1961 по 1964 годы — аспирант, а затем научный сотрудник Физико-технического института имени А. Ф. Иоффе, где им проводились исследования по спектроскопии активированных кристаллов.
С 1971 по 1999 год — старший научный сотрудник Государственного оптического институтв имени С. И. Вавилова, где им были выполнены фундаментальные работы по исследованию оптических параметров стёкол с редкоземельными ионами, а также по исследованию особенностей структуры редкоземельных активаторных центров в стекле и миграции возбуждений между ними.
В 1987 году защитил диссертацию на соискание учёной степени доктора физико-математически наук по специальности «физика твёрдого тела».
Более поздние работы посвящены экспериментам по разработке материалов для оптоэлектроники и построению эмпирической классификации спектров стёкол, активированных редкоземельными ионами.
С 1995 года — профессор кафедры «Оптическое материаловедение» Университета ИТМО.
С 1995 года по 2002 заведующий этой кафедрой, которая в 1999 году, существенно расширившись, трансформировалась в базовую кафедру «Оптическое материаловедение и оптика», а затем, в 2005 году, переименована в кафедру оптоинформационных технологий и материалов.
Автор более 150 научных работ и ряда учебно-методических материалов.
Похоронен на Смоленском православном кладбище Санкт-Петербурга.

## Премии
Премия имени Д. С. Рождественского (совместно с А. А. Каплянским и С. П. Феофиловым, за 2013 год) — за цикл работ «Спектроскопические исследования структуры примесных центров и электронных процессов в диэлектриках, содержащих ионы редких земель и переходных металлов»